# Chet Anekwe
Chet Anekwe es un actor y director nigeriano.

## Carrera
Anekwe nació en Nigeria y se crio en la ciudad de Nueva York. Su trabajo abarca proyectos de Hollywood, Nollywood y el teatro de Nueva York.

## Filmografía
| Año  | Título                           | Rol                        | Notas                                                           |
| ---- | -------------------------------- | -------------------------- | --------------------------------------------------------------- |
| 2001 | Sheena (serie de televisión)     | Karnivan                   |                                                                 |
| 2004 | Shpionskie igry: Nelegal         |                            |                                                                 |
| 2004 | Dream Job (serie de televisión)  | él mismo                   |                                                                 |
| 2006 | Phat Girlz                       | Flirty Nigerian Man        | Con Mo'Nique                                                    |
| 2006 | 30 Days                          | Kene Alumona (como C.B.A.) | Con Genevieve Nnaji                                             |
| 2008 | Spy Games: A Private Visit       | FBI Agent                  |                                                                 |
| 2008 | Mama's Great Love (cortometraje) | Thompson                   | Director, escritor y productor ejecutivo                        |
| 2011 | Paparazzi: Eye in the Dark       | Davis                      | Con Van Vicker                                                  |
| 2011 | Tobi                             |                            |                                                                 |
| 2012 | Unwanted Guest                   | Ike                        |                                                                 |
| 2012 | Bianca                           | Attah                      | Con Van Vicker                                                  |
| 2013 | On Bended Knee                   | Ebube                      | Con Chioma Chukwuka                                             |
| 2014 | Unguarded                        | Mr. Cool                   | Con Ramsey Nouah, Uche Jombo, Desmond Elliot                    |
| 2014 | Busted Life                      | Femi                       | Con Ramsey Nouah, Pascal Atuma                                  |
| 2016 | New Girl                         | Service Guy                | Con Zooey Deschanel                                             |
| 2016 | Witch Hunt                       | Baba                       |                                                                 |
| 2016 | Castor Oil                       | Pastor                     |                                                                 |
| 2017 | Scrimmage                        | Coach Cassidy              |                                                                 |
| 2018 | How To Get Away Con Murder       | Marshal of the Court       | Con Viola Davis                                                 |
| 2018 | Scorpion                         | Sami                       |                                                                 |
| 2018 | The Affair (serie de televisión) | Guardia                    | Con Dominic West                                                |
| 2018 | Thriller                         | Mr. Reynolds               |                                                                 |
| 2018 | Moving On                        | Padre Fred                 | Con Elvis Nolasco & Marianne Jean-Baptiste                      |
| 2019 | Heaven's Hell                    | Jefferson Aliu             | Con Nse Ikpe-Etim, Bimbo Akintola, OC Ukeje & Damilola Adegbite |

## Premios y nominaciones
| Premios de la Academia del Cine Africano | Premios de la Academia del Cine Africano | Premios de la Academia del Cine Africano    | Premios de la Academia del Cine Africano | Premios de la Academia del Cine Africano |
| Año                                      | Trabajo nominado                         | Categoría                                   | Resultado                                |                                          |
| ---------------------------------------- | ---------------------------------------- | ------------------------------------------- | ---------------------------------------- | ---------------------------------------- |
| 2012                                     | Unwanted Guest                           | Mejor actor principal                       | Nominado                                 |                                          |
| Best of Nollywood Awards                 |                                          |                                             |                                          |                                          |
| Año                                      | Trabajo nominado                         | Categoría                                   | Resultado                                |                                          |
| 2013                                     | Bended Knees                             | Mejor actor de reparto - película en inglés | Nominado                                 |                                          |
| Golden Icons Academy Movie Awards        |                                          |                                             |                                          |                                          |
| Año                                      | Trabajo nominado                         | Categoría                                   | Resultado                                |                                          |
| 2012                                     | Bianca                                   | Mejor Actor – Diáspora                      | Ganador                                  |                                          |
| Nigeria Entertainment Awards             |                                          |                                             |                                          |                                          |
| Año                                      | Trabajo nominado                         | Categoría                                   | Resultado                                |                                          |
| 2011                                     | Tobi                                     | Mejor actor - película/historia corta       | Nominado                                 |                                          |
| 2012                                     | Unwanted Guest                           | Mejor actor -película                       | Nominado                                 |                                          |

### Otros premios
- 1997 Nominado al premio AUDELCO, Mejor Actuación en un Musical, Categoría Masculina por Chap Am So (The Amistad Story)[10]
- 2006 'VIV' Ganador del premio AUDELCO al Mejor Ensamble por Real Black Men Don't Sit Crossed Legged on the Floor (Collage en blues)[11]
- 2011 Nollywood and African Film Critics Awards (NAFCA) Ganador: Mejor actor en un papel secundario - Diáspora, Paparazzi
- 2012 Nollywood Film Critics Award (NAFCA) Ganador: Mejor actor - Diáspora, invitado no deseado[12]
- Nominado al premio Nollywood & African Film Critics 'Awards (NAFCA) 2014, Mejor actor en papel secundario - Diáspora (When One Door Closes)[13]